# Hans Haffenrichter
Hans Haffenrichter (geboren 31. August 1897 in Würzburg; gestorben 22. Februar 1981 in Prien am Chiemsee) war ein deutscher Maler und Bildhauer.

## Leben
Hans Haffenrichter war der Sohn eines Buchdruckers. Er begann nach der Schulzeit eine Mechaniker-Lehre in den Werkstätten der Universität Würzburg. Er war Wandervogel und studierte zunächst an der Kunstschule Nürnberg. Auf Anregung Wilhelm Uhdes ging er 1921 nach Weimar an das Bauhaus, wo er Malerei, Bildhauerei bei Oskar Schlemmer und Bühnenarbeit bei Lothar Schreyer studierte.
Anschließend war er zwei Jahre lang Schüler von Einar Utzon-Frank in Kopenhagen und Gast an der Königlich Dänischen Kunstakademie. Er wurde Mitglied im Deutschen Werkbund und nahm 1923 an einer Ausstellung bei Herwarth Walden in der Sturm-Galerie in Berlin teil. Seine erste Publikation waren 16 Bildtafeln in einer Ausgabe des Cherubinischen Wandersmann von Angelus Silesius im Jahr 1924.
Ab 1927 leitete er die von Edmund Kesting gegründete freie Kunstschule „Der Weg“ in Berlin und erhielt 1931 eine Professorenstelle für Kunst und Werkerziehung an der Pädagogischen Akademie Elbing.
Nach der Machtübergabe an die Nationalsozialisten wurde Haffenrichter im September 1933 aufgrund §2 des Berufsbeamtengesetzes (mangelnde Vorbildung oder sonstige Eignung) aus dem Staatsdienst entlassen. 1937 wurde in der Nazi-Aktion „Entartete Kunst“ aus dem Schlossmuseum Weimar seine Skulptur Hockende beschlagnahmt und vernichtet.  Haffenrichter unterlag aber wohl keinem Berufsverbot. Dieser Sachverhalt ist jedoch augenscheinlich umstritten. Die Leiterin der Städtischen Galerie Würzburg Marlene Lauter äußerte sie sich gegenüber der Würzburger Main-Post, dass ein Berufsverbot für Haffenrichter bestanden habe. Als gesichert dürfte gelten, dass Haffenrichter in die Reichskunstkammer aufgenommen wurde, in dessen Mitgliederverzeichnis für Bildhauer er als „Professor Hans Haffenrichter“ noch 1943 für Berlin geführt wurde, und er war Mitglied im Kampfbund für deutsche Kultur. Er konnte als freier Maler und Bildhauer in seinem Atelier in Berlin arbeiten und erhielt Aufträge für Porträtbüsten von NSDAP-Führern, so Adolf Hitler und Hermann Göring. In der Zeitschrift Die Kunst im Deutschen Reich wurde in der Juliausgabe des Jahres 1940 die Bronzebüste Generalfeldmarschall Hermann Göring abgebildet. Von Haffenrichter wurden auf den
Großen Deutschen Kunstausstellungen im Haus der Kunst 1939 drei, 1941 drei und 1943 eine Plastik ausgestellt. 1935 führte er eine Büste von Heinrich Schütz aus. Es sind mindestens diese Fotografien von Plastiken als Postkartenmotive erhalten: Der Führer, Reichsmarschall Göring, Eurydike, Sitzender Bär, Klang, Johann Sebastian Bach, Riemenschneider, Mozart, Am Ziel, Schneeleopard, Läufer,  Bogenschütze,  Faustkämpfer,  Seeadler,  Löwin mit Jungen,  Schwertträger,  Sitzender Jaguar,  Liegender Leopard,  Pferde. Allein 87 Bronzearbeiten gab er bei der Berliner Bildgießerei Hermann Noack in Auftrag. Eine Auswertung der Kunstausstellungen deutscher Gegenwartskunst zwischen 1933 und 1945, für die ein Katalog mit den beteiligten Künstlern erhalten ist, zeigt, dass Haffenrichter zwischen 1935 und 1943 neben der GDK an 15 Ausstellungen in Berlin, Dresden und Halle beteiligt war. Darüber hinaus zeigte im Juni 1942 der Mainfränkische Kunstverein in Würzburg ihn und Johannes Boehland unter dem Titel Aquarelle und Zeichnungen von Haffenrichter und Joh. Boehland.

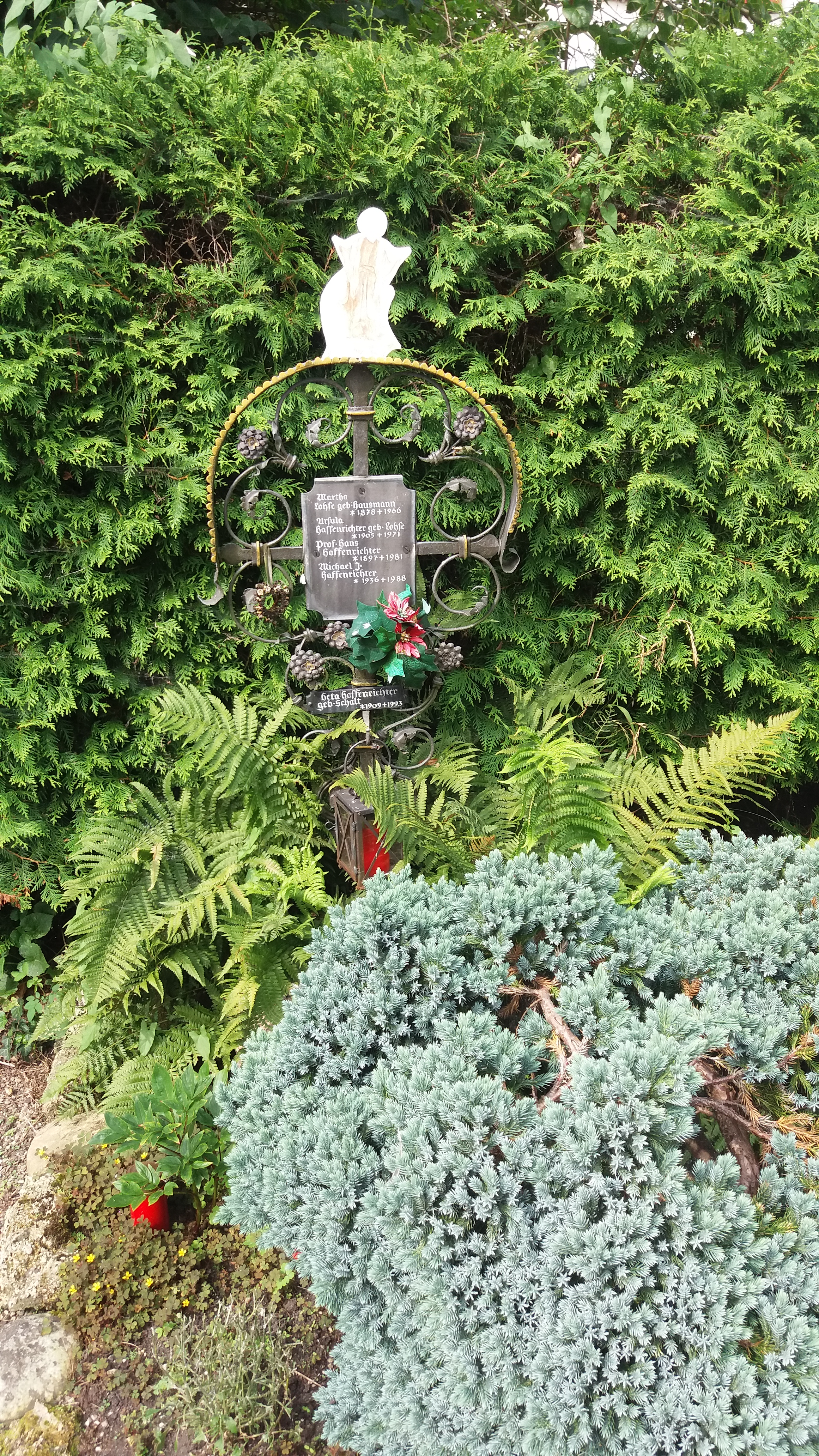
Grabstätte Familie Haffenrichter, Friedhof Fraueninsel

1936 brachte Haffenrichter gemeinsam mit dem deutschbaltischen Arzt Siegfried von Sivers das Kunstbuch Unser täglich Brot. Lebensgeschichte des Roggens heraus. Sivers und Haffenrichter hatten den Anspruch, den Wachstumszyklus des Roggens unter Rückgriff auf das verfügbare wissenschaftliche Wissen der Zeit in einer künstlerisch-mystischen Symbiose von Text und Bild darzustellen.
Das Buch wurde 1946 in der SBZ in die Liste der auszusondernden Literatur aufgenommen. Der Agrarwissenschaftler Heinz Haushofer wertete 1957 das Buch als einen "wissenschaftlich einwandfreien, dichterisch beschwingten Text" mit Farbtafeln, "die zum Schönsten an landwirtschaftswissenschaftlicher Literatur gehören, was seit den illuminierten Kupferstichwerken des 18. Jahrhunderts wieder geschaffen worden war". Der Pianist und Musikpublizist Herbert Henck bescheinigte jedoch 2009 dem Buch von Sivers und Haffenrichter, dass es "jegliche Distanz zu den Ideen des Nationalsozialismus vermissen lässt". Haffenrichter selbst erinnerte sich 1976 an die Erstellung des Buches als eine der vier wichtigen Schaffensphasen seines Lebens.
Während der Kriegsjahre 1943/44 wirkte Haffenrichter als dienstverpflichteter wissenschaftlicher Zeichner am Kaiser-Wilhelm-Institut für Physikalische Chemie bei einer Visualisierung atomarer und molekularer Strukturen mit.
Nach Kriegsende arbeitete Haffenrichter als Kunstlehrer an einer Schule der US-Armee in Heidelberg und leitete zwischen 1949 und 1952 die Abteilung Wandmalerei der Werkkunstschule Wiesbaden. Er erhielt 1955 und 1956 Aufträge für drei Glasmosaike für das Mineralogisch-Petrologische Institut und Museum der Universität Bonn. Sein Interesse an naturwissenschaftlichen und technischen Vorgängen sicherte ihm Aufträge aus der Industrie. Glasfenster und Glasmosaiken schuf er auch für die Hamburgischen Electricitäts-Werke zu Themen der Elektrizität und 1961 für das Rheinisch-Westfälische Elektrizitätswerk in Essen. 1961 zog er nach Hittenkirchen an den Chiemsee. Die Städtische Galerie Würzburg widmete ihm 1974 eine Retrospektive. Erst im Jahr 2011 wurde in Würzburg verstanden, in welchem Umfang Haffenrichter von den bildhauerischen Aufträgen durch die nationalsozialistische Führung profitierte, was „die beschönigenden Darstellungen von R. Linnenkamp, M. Lauter und K. L. Weiner“ (Herbert Henck) bis dahin verdeckt hatten.
Aus Haffenrichters erster Ehe mit Marie Elisabeth, geborene Thiele, gingen zwei Töchter hervor. Nach ihrem Tod heiratete er die Sängerin Ursula Lohse (1905–1971).
Am 24. März 2019 wurde eine Folge der Sendung Lieb & Teuer des NDR ausgestrahlt, die von Janin Ullmann moderiert und im Schloss Reinbek gedreht wurde. Darin wurde mit der Gemälde-Expertin Barbara Guarnieri ein Aquarell Haffenrichters mit dem Titel Geburt der Blume aus dem Jahre 1923 besprochen.

## Schriften / Ausstellungskataloge (Auswahl)
- Angelus Silesius: Cherubinischer Wandersmann: Die „Geistreichen Sinn- u. Schlussreime“ in inhaltlicher Ordnung. 16 Tafeln von Hans Haffenrichter. Nachwort von Walter Ehrenstein. Falken-Verlag, Dresden 1924.
- Siegfried von Sivers: Unser täglich Brot. Lebensgeschichte des Roggens. Essener Verlagsanstalt, Essen 1936, Illustrationen: Hans Haffenrichter
- Malerei. Grafik. Plastik. Kunstausstellung Prien am Chiemsee 1968.
- Lothar Schreyer und die Bauhausbühne. In: Eckhard Neumann (Hrsg.): Bauhaus und Bauhäusler. Bekenntnisse und Erinnerungen. Hallwag, Bern 1971.
- Woher die Bilder kommen. Schwarcz, Wien 1976.
- Hans Haffenrichter. Retrospektive zum 90. Geburtstag des Bauhaus-Künstlers. Galerie Michael Pabst, München 1987.
- Marlene Lauter: Spuren von Natur und Kosmos – Hans Haffenrichter – Malerei, Graphik, Plastik. Städtische Galerie Würzburg, 16. Mai bis 12. Juli 1992. Würzburg: Graphischer Betrieb Bonitas-Bauer, 1992.
- Hans Haffenrichter: Würzburg 1897–1981 Prien; Retrospektive 100. Geburtstag des Bauhaus-Künstlers. Galerie Michael Pabst, München 1997.